# Rupes
Pour les articles homonymes, voir Rupes (homonymie).

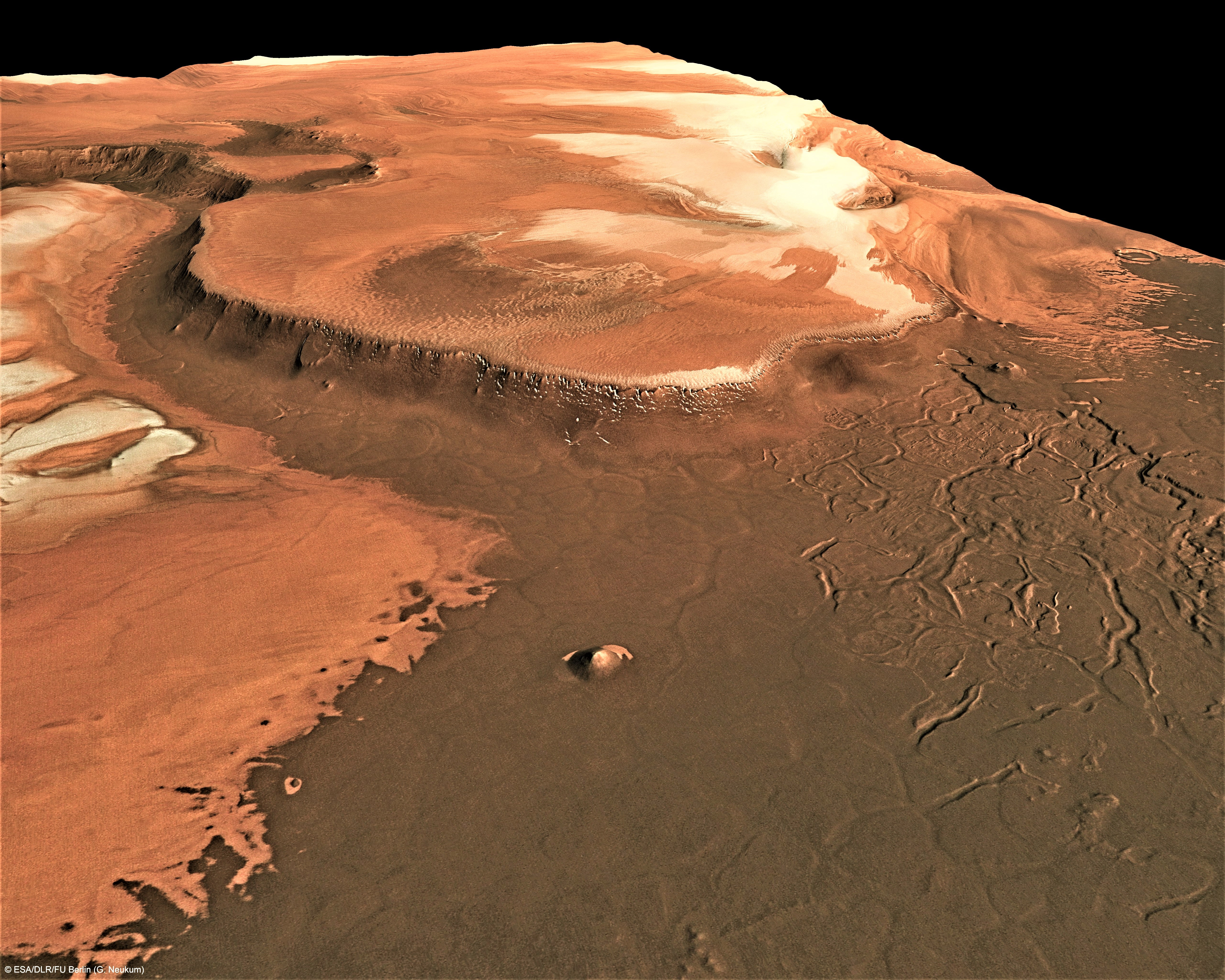
Vue perspective de Rupes Tenuis, sur Mars.

Rupes (pluriel rupēs) est un mot (féminin) d'origine latine qui désigne un rocher ou une falaise. Il est utilisé pour décrire un escarpement linéaire ou la face d'une falaise relativement droite, par opposition à « scopulus ».
Des rupes ont été observés sur Mercure, Vénus, Mars, la Lune, Cérès, Titania et Miranda (satellites d'Uranus), et Pluton.

## Mercure
Rupes sur Mercure
- Adventure Rupes (en)
- Alvin Rupes (en)
- Astrolabe Rupes (en)
- Beagle Rupes (en)
- Belgica Rupes (en)
- Blossom Rupes (en)
- Calypso Rupes (en)
- Carnegie Rupes (en)
- Discovery Rupes
- Duyfken Rupes (en)
- Eltanin Rupes (en)
- Endeavour Rupes (en)
- Enterprise Rupes (en)
- Fram Rupes (en)
- Gjöa Rupes (en)
- Heemskerck Rupes (en)
- Hero Rupes (en)
- La Duaphine Rupes (en)
- Mirni Rupes (en)
- Nautilus Rupes (en)
- Palmer Rupes (en)
- Paramour Rupes (en)
- Pourquoi-Pas Rupes (en)
- Resolution Rupes (en)
- Santa María Rupes (en)
- Terror Rupes (en)
- Unity Rupes (en)
- Victoria Rupes
- Vostok Rupes
- Zarya Rupes (en)
- Zeehaen Rupes (en)

## Vénus
Rupes sur Vénus
- Fornax Rupes
- Gabie Rupes
- Hestia Rupes
- Uorsar Rupes
- Ut Rupes
- Vaidilute Rupes
- Vesta Rupes

## La Lune
Rupes sur la Lune
- Rupes Altai
- Rupes Boris
- Rupes Cauchy
- Rupes Kelvin (en)
- Rupes Recta

## Mars
Rupes sur Mars
- Amenthes Rupes
- Argyre Rupes
- Arimanes Rupes
- Avernus Rupes
- Bosporos Rupes
- Chalcoporos Rupes
- Claritas Rupes
- Cydnus Rupes
- Elysium Rupes
- Hephaestus Rupes
- Morpheos Rupes
- Ogygis Rupes
- Olympus Rupes
- Panchaia Rupes
- Phison Rupes
- Pityusa Rupes
- Promethei Rupes
- Rupes Tenuis
- Tartarus Rupes
- Thyles Rupes
- Ulyxis Rupes
- Utopia Rupes

## Cérès
Rupes sur Cérès
- Niman Rupes

## Satellites d'Uranus
Rupes sur Titania
- Rousillon Rupes

Rupes sur Miranda
- Argier Rupes
- Verona Rupes

## Pluton
Rupes sur Pluton
- Cousteau Rupes (en)
- Eriksson Rupes (en)
- Piri Rupes (en)